# شقایق‌سانان

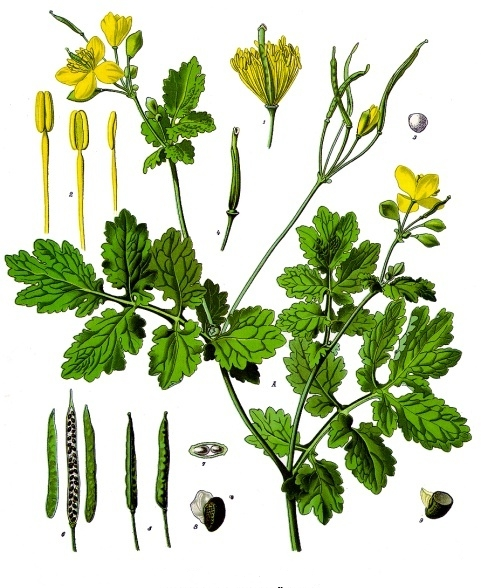

شقایق‌سانان (Papaverales) یکی از راسته‌های گیاهان است.
شقایق‌سانان راسته‌ای از دولپه‌ای‌های غالباً علفی است شامل شاهتره‌ایان و شقایقیان (Papaveraceae) که آلکالوئیدهای متنوع دارند و با آلاله‌سانان خویشاوند هستند.